# 제4회 가치봄영화제
제4회 가치봄영화제는 2003년 9월 26일에 열린 시상식이다.

## 수상 및 후보

### 상영작
- 여섯 개의 시선 - 임순례 외 5명
- 청풍명월 - 김의석
- 묻지마 패밀리 - 박상원 외 2명
- 남남북녀 - 정초신
- 첫사랑 사수궐기대회 - 오종록
- 바람난 가족 - 임상수
- 갈갈이 패밀리와 드라큐라 - 남기남 외 1명
- 오세암 - 양진철 외 1명
- 원더풀 데이즈 - 김문생
- 선생 김봉두 - 장규성
- 클래식 - 곽재용
- 와일드 카드 - 김유진
- 여우계단 - 윤재연
- 장화,홍련 - 김지운
- 가문의 영광 - 정흥순
- 싱글즈 - 권칠인
- 똥개 - 정우성
- 여름이야기
- 한여름밤의 꿈
- 쥐구멍은 어디에 있나
- 나무아미타불
- 리워드 - 박성범
- 나까무라의 비밀 - 정지혁
- 편지
- The Newspaper - 방의석
- Make a smile
- Shift
- 붉은 소리 - 박재우
- C'est La via